# Compañía Minera de Sierra Menera
La Compañía Minera de Sierra Menera (CMSM) fue una empresa española perteneciente a la industria minera que estuvo activa entre 1900 y 1987. Durante su existencia se dedicó a la extracción de hierro de un conjunto de minas en los términos de Setiles (Guadalajara) y  Ojos Negros (Teruel), en España. En su época fue una de las principales empresas del sector minero español, contando con su propia línea férrea para dar salida al mineral de hierro.

## Historia
La empresa Compañía Minera de Sierra Menera fue fundada por los empresarios vascos Ramón de la Sota y Eduardo Aznar de la Sota en 1900. En ese mismo año la sociedad Sota y Aznar arrendó por un plazo de 60 años las concesiones que la Comunidad de Bienes Echevarrieta y Larrinaga había ido comprando en la zona de Sierra Menera, que cubrían 1.439 hectáreas de terreno en las provincias de Teruel y de Guadalajara. La Compañía se constituyó en Bilbao el 3 de septiembre de 1900, y comienza su actividad con tres claros objetivos:
1. La extracción de hierro mediante técnicas avanzadas.
2. La construcción de un ferrocarril económico para el transporte del mineral.
3. La realización de un embarcadero en un lugar próximo del litoral mediterráneo.

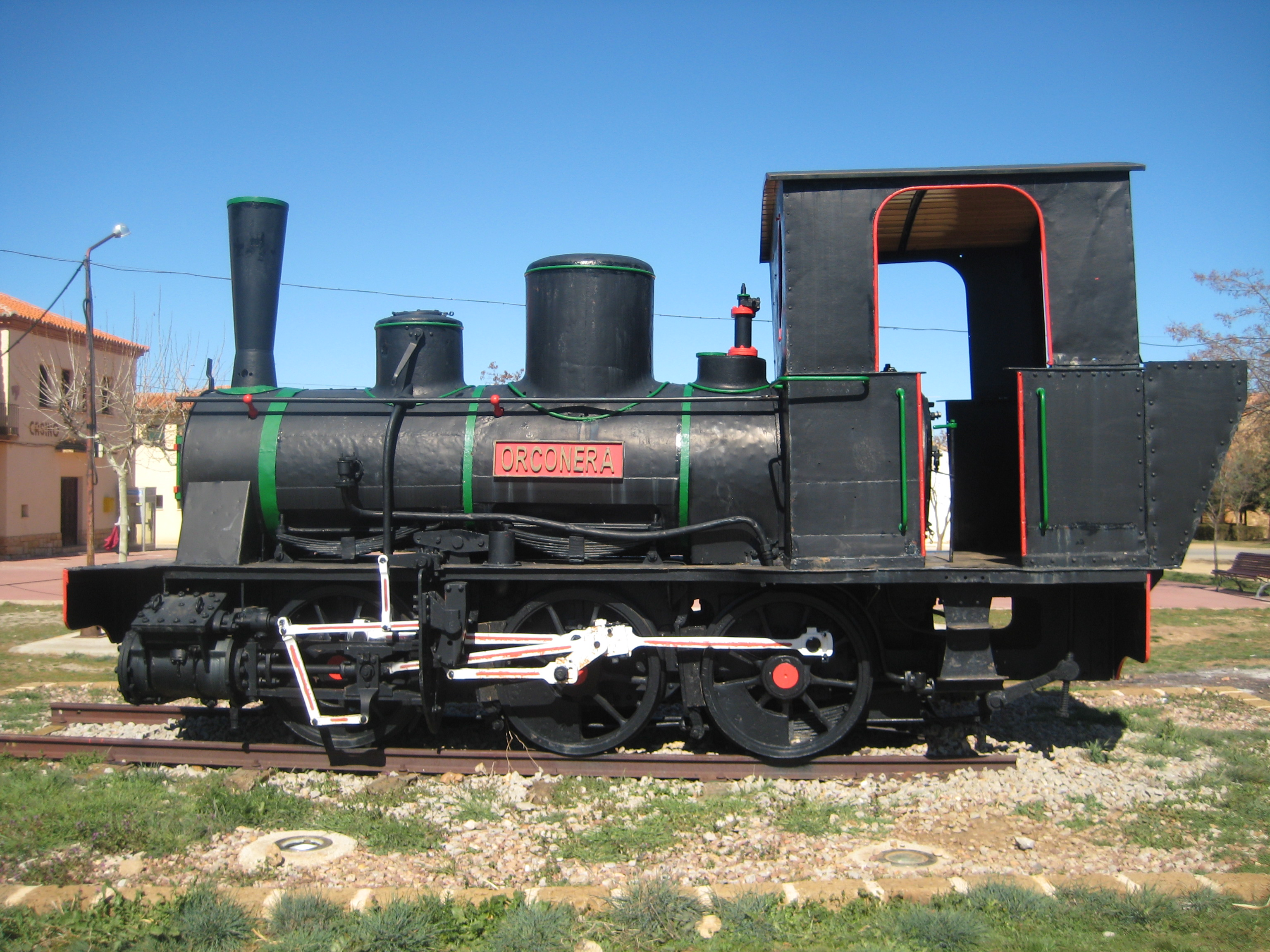
Antigua locomotora del ferrocarril Ojos Negros-Sagunto, actualmente conservada.

En 1906 comienzan las extracciones que alcanzarían en 7 años el 10% de la producción nacional. La explotación se encontraba a tan solo 15 kilómetros del ferrocarril de vía ancha explotado por la Compañía del Ferrocarril Central de Aragón, por lo que el transporte del mineral al puerto más próximo no debería suponer especial problema. No obstante dadas las elevadas tarifas que imponía la compañía ferroviaria, los empresarios solicitaron licencia para la construcción de un ferrocarril de vía estrecha propio de nada menos de 205 km de longitud paralelo al del Ferrocarril Central de Aragón, el ferrocarril Ojos Negros-Sagunto, que se mantuvo activo hasta el 29 de julio de 1972 y actualmente se ha reconvertido a vía verde.Igualmente construye un muelle en la costa saguntina para facilitar las exportaciones, el cual dará  lugar al nacimiento de una nueva ciudad, la ciudad de Puerto de Sagunto.
En 1917 se constituye la Compañía Siderúrgica del Mediterráneo (CSM), que a partir de 1940 fue absorbida por Altos Hornos de Vizcaya y que en 1971 pasó a ser Altos Hornos del Mediterráneo (AHM). La propiedad de las concesiones pasó en 1931 al Banco de Bilbao, aunque se mantuvo el arriendo. Tras la Guerra Civil, las acciones propiedad de la familia Sota fueron confiscadas por el régimen de Franco, y pasaron a la familia Aznar, leal al régimen. Entre 1939 y 1941 las instalaciones se repararon con fondos del gobierno alemán, suministrados por la empresa Sofindus, para extraer el mineral y enviarlo a la Alemania nazi.
Los periodos de crisis, provocadas por las dos grandes guerras del siglo XX así como por la Guerra Civil Española, se suceden con épocas de gran expansión de la CMSM que, en 1954, es declarada de interés nacional. Su gran expansión le permitió abrir oficinas en distintas ciudades europeas (Glasgow, París, etc.) que más tarde se concentrarán en una única agencia en Róterdam. En América abrió sede en Philadelphia y Nueva York. En 1975 comienza la crisis mundial de la industria siderúrgica que llevaría al cese de la actividad de Altos Hornos del Mediterráneo el 5 de octubre de 1984, lo que aceleró la desaparición de la Compañía Minera de Sierra Menera dos años después.
En ese contexto, tras haber solicitado en 1986 la apertura de expediente de crisis, la Compañía Minera de Sierra Menera se disolvió el 29 de septiembre de 1987.

## Fondos archivísticos
La documentación de la CMSM en sus oficinas de Ojos Negros quedó abandonada cuando la Compañía cesó su actividad en 1987. Un año después el Departamento de Cultura y Educación del Gobierno de Aragón, en aplicación de la Ley 6/1986, de 28 de noviembre, de Archivos de Aragón, recupera estos documentos y los deposita en el Archivo Histórico Provincial de Teruel (AHPTE) para su conservación definitiva. Este fondo contiene además la documentación que la propia Compañía pudo salvar de las oficinas de Bilbao tras ser arrasadas por una riada a mediados del siglo XX.
El archivo de la CMSM tiene gran interés para el estudio de la industria siderúrgica en España en general y el de una de las compañías mineras más importantes del siglo XX, así como para el estudio de los avances tecnológicos que se produjeron en la minería del hierro en los años en que ejerció su actividad, sin olvidar su contenido de carácter social y el relacionado con las relaciones laborales. Además, esta documentación contiene datos de gran importancia sobre la construcción del ferrocarril Ojos Negros-Sagunto.
Hay documentación relacionada en el archivo de la Fundación para la Protección del Patrimonio Histórico Industrial de Sagunto, también conocido como Archivo Histórico-Industrial de Sagunto.

## Acceso
La documentación fue inventariada y descrita por el AHPTE, preparándola así para su consulta por parte de investigadores e interesados en general, pero su acceso puede estar limitado de acuerdo a lo establecido por la Ley Orgánica 15/1999, de 13 de diciembre de Protección de Datos de Carácter Personal (LOPD) vigente en España.